# Philip Paul

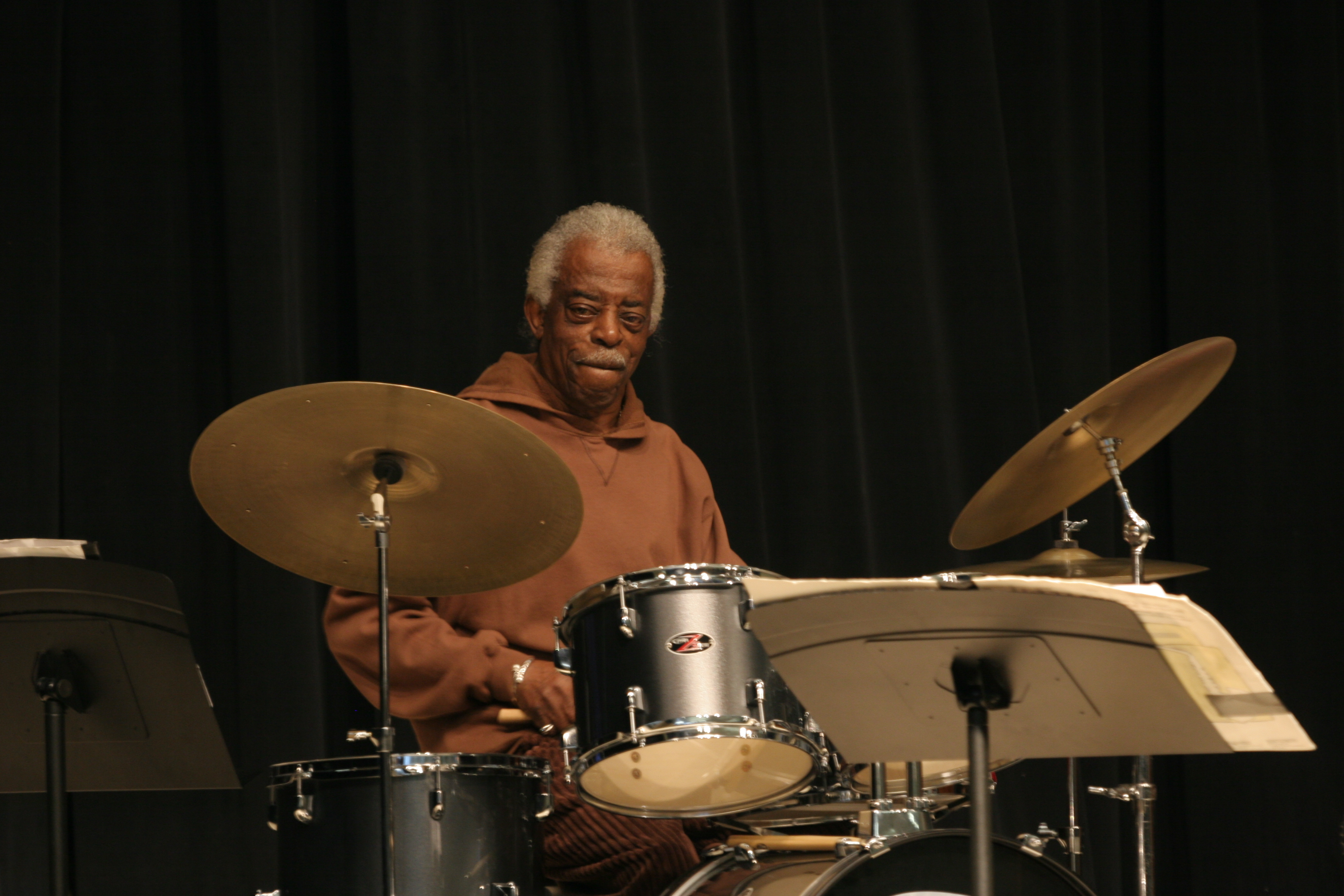
Philip Paul bei einem Auftritt im Pleasant Ridge Montessori, Cincinnati 2011

Philip Paul (* 11. August 1925 in New York City; † 30. Januar 2022 in Cincinnati) war ein US-amerikanischer Rhythm & Blues und Jazzmusiker (Schlagzeug).

## Leben und Wirken
Philip Paul, dessen Vater aus Saint Croix stammte und mit seinen Brüdern in ihrer eigenen afro-karibischen Jazzband auftrat, lernte mit neun Jahren Schlagzeug zu spielen. Mit 13 Jahren begann er in der Band seines Vaters zu spielen. Paul war gerade erst Teenager, als er anfing, im Savoy Ballroom in Harlem mit verschiedenen Musikern zu spielen, darunter Arthur Prysock, Buddy Johnsons Big Band, Sonny Stitt, Bud Powell und Dizzy Gillespie. 1951 entstanden erste Aufnahmen mit Buddy Johnson. Er spielte eines Abends in dessen Band, als Tiny Bradshaw ihn spielen hörte und ihn einlud, nach Cincinnati zu ziehen und seiner Band beizutreten. Von 1951 bis 1964 wurde er oft als Schlagzeuger für Bands hinzugezogen, die im Cotton Club in Newport, Kentucky, spielten.

Hank Ballard & the Midnighters – The Twist

Kurz nach seiner Ankunft in Cincinnati traf Paul Syd Nathan, den Inhaber von King Records. Von 1952 bis 1965 war er bei King Records und zwei seiner Tochterlabels, Federal und Bethlehem, als Studiodrummer tätig. Er ist auf über 350 Aufnahmen mit Künstlern wie Hank Ballard, Milt Buckner, Freddie King, Grandpa Jones, Cowboy Copas und Bonnie Lou zu hören. Paul kreierte den Beat für „The Twist“ und war auf der Originalaufnahme von Hank Ballard and the Midnighters. Er spielte auch auf den Originalaufnahmen von Little Willie Johns „Fever“, Charles Browns „Please Come Home for Christmas“, Tiny Bradshaws „Train Kept a Rollin’“, Wynonie Harris’ „Good Rockin' Tonight“ und fast jeder Freddie King|Freddie-King-Platte, darunter bei seinen größten Hits „Hide Away“ und „I’m Tore Down“ (1961).
Jenseits seiner Tätigkeit bei King Records trat Paul auch mit den Bluesmusikern John Lee Hooker, Albert King und Little Smokey Smothers auf. Er war auch Mitglied im Roy Meriwether Trio, als es seinen Hit „Popcorn and Soul“ einspielte. Er nahm zwei Alben mit dem Meriwether Trio auf Columbia Records auf. Außerdem tourte er mit den Newport Jazz All-Stars von Jimmy Smith, Nat Adderley, Herbie Mann und George Wein durch die USA und Kanada. Nachdem er King Records verlassen hatte, trat Paul dem Woody Evans Trio bei und trat 25 Jahre lang in lokalen Country Clubs auf, darunter im Cincinnatis Playboy Club und dem Beverly Hills Supper Club. Während dieser Zeit tourten er und seine Frau Juanita und der Bassist Ed Conley auch gemeinsam durch die USA.
2003 veröffentlichte Paul seine eigene CD It's About Time auf dem Label Stork Music Productions. Bei der Aufnahme wirkten Peter Frampton, Kenny Poole und Marcos Sastre an der Gitarre, Steve Schmidt, Roland Ashby und Sam Jackson an den Keyboards, und Ed Conley und Mike Scharf am Bass mit. Im selben Jahr war Paul Schlagzeuger auf Big Joe Duskins letztem Album Big Joe Jumps Again!, das für den W.C. Handy Blues Award als Comeback-Album des Jahres nominiert wurde.
Der zuletzt in Cincinnati lebende Schlagzeuger wurde 2009 in die Rock and Roll Hall of Fame and Museum in Cleveland aufgenommen. „Wenn jemand versuchen würde, den einzigen Herzschlag der frühen Tage des Rock’n’Roll zu isolieren, wie er von ‘Race Music’ zu ‘Rhythm & Blues’, zu was auch immer Sie es nennen wollen, was früher Rock’n’Roll ist, übergeht, dann ist dieser Herzschlag genau das Richtige. (Er ist) der rote Faden, der so viel von der wichtigen Musik dieser Zeit durchzieht,“ sagte Terry Stewart, Präsident der Rock and Roll Hall of Fame and Museum.
Paul war laut Tom Lord zwischen 1951 und 2003 an 54 Aufnahmesessions im Jazzbereich beteiligt, neben bereits Genannten auch mit Bull Moose Jackson, Rufus Gore, John Puckett, Red Prysock, Lynn Hope, Tab Smith, Sonny Thompson, Clifford Scott, Lula Reed, Hank Marr, Roy Meriwether und Tommy Willis.
Paul verstarb im Alter von 96 Jahren an den Folgen von COVID-19.